# Hattmatt
Hattmatt [atmat]  est une commune française située dans la circonscription administrative du Bas-Rhin et, depuis le 1er janvier 2021, dans le territoire de la Collectivité européenne d'Alsace, en région Grand Est.
Cette commune se trouve dans la région historique et culturelle d'Alsace.

## Géographie

### Communes limitrophes
Les villages alentour sont Rosenwiller, Steinbourg, Dossenheim-sur-Zinsel et Imbsheim.
| Dossenheim-sur-Zinsel | Bouxwiller | Printzheim |
|                       | Hattmatt   | Gottesheim |
| Steinbourg            | Dettwiller |            |

### Hydrographie
Le village de Hattmatt est traversé par la rivière Zinsel du Sud.
La commune est dans le bassin versant du Rhin au sein du bassin Rhin-Meuse. Elle est drainée par la Zinsel du Sud, le ruisseau le Griesbaechel et le ruisseau le Wullbach,.
La Zinsel du Sud, d'une longueur totale de 30,9 km, prend sa source dans la commune de Wintersbourg et se jette  dans la Zorn à Steinbourg, après avoir traversé 15 communes. 

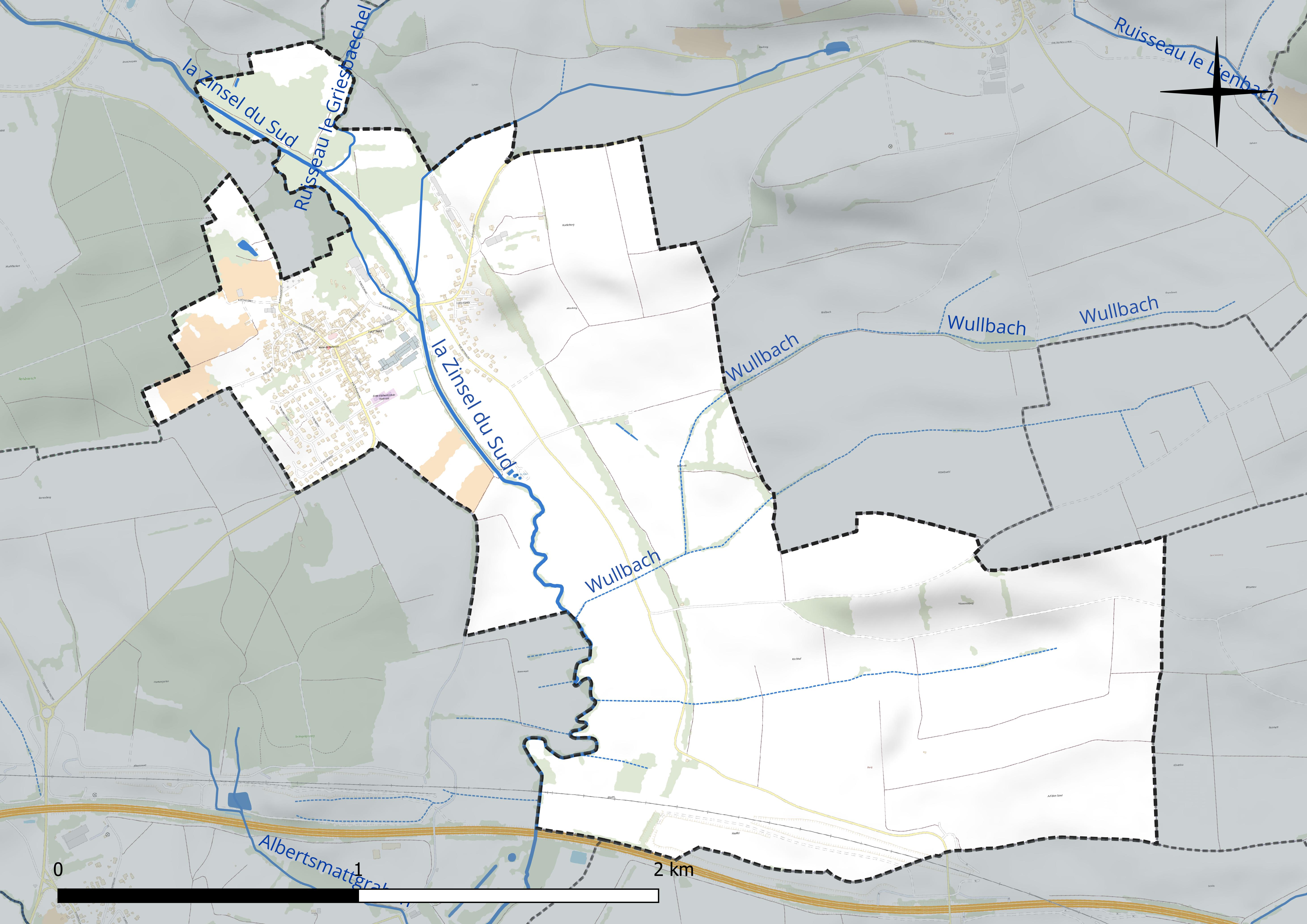
Réseau hydrographique de Hattmatt.

### Climat
Pour des articles plus généraux, voir Climat du Grand Est et Climat du Bas-Rhin.
En 2010, le climat de la commune est de type climat océanique dégradé des plaines du Centre et du Nord, selon une étude du Centre national de la recherche scientifique s'appuyant sur une série de données couvrant la période 1971-2000. En 2020, Météo-France publie une typologie des climats de la France métropolitaine dans laquelle la commune est exposée à un climat semi-continental et est dans la région climatique  Vosges, caractérisée par une pluviométrie très élevée (1 500 à 2 000 mm/an) en toutes saisons et un hiver rude (moins de 1 °C). 
Pour la période 1971-2000, la température annuelle moyenne est de 10,4 °C, avec une amplitude thermique annuelle de 17,6 °C. Le cumul annuel moyen de précipitations est de 757 mm, avec 10,8 jours de précipitations en janvier et 10,1 jours en juillet. Pour la période 1991-2020, la température moyenne annuelle observée sur la station météorologique de Météo-France la plus proche, « Uhrwiller_sapc », sur la commune de Uhrwiller à 15 km à vol d'oiseau, est de 10,9 °C et le cumul annuel moyen de précipitations est de 740,0 mm. 
La température maximale relevée sur cette station est de 38,7 °C, atteinte le 7 août 2015 ; la température minimale est de −18 °C, atteinte le 20 décembre 2009,,. 
Les paramètres climatiques de la commune ont été estimés pour le milieu du siècle (2041-2070) selon différents scénarios d'émission de gaz à effet de serre à partir des nouvelles projections climatiques de référence DRIAS-2020. Ils sont consultables sur un site dédié publié par Météo-France en novembre 2022.

## Urbanisme

### Typologie
Au 1er janvier 2024, Hattmatt est catégorisée bourg rural, selon la nouvelle grille communale de densité à sept niveaux définie par l'Insee en 2022.
Elle est située hors unité urbaine et hors attraction des villes,.

### Occupation des sols
L'occupation des sols de la commune, telle qu'elle ressort de la base de données européenne d’occupation biophysique des sols Corine Land Cover (CLC), est marquée par l'importance des territoires agricoles (78,2 % en 2018), en diminution par rapport à 1990 (92 %). La répartition détaillée en 2018 est la suivante : 
terres arables (60,3 %), prairies (13,7 %), zones urbanisées (9,3 %), forêts (6,8 %), zones industrielles ou commerciales et réseaux de communication (5,7 %), cultures permanentes (4,2 %). L'évolution de l’occupation des sols de la commune et de ses infrastructures peut être observée sur les différentes représentations cartographiques du territoire : la carte de Cassini (XVIIIe siècle), la carte d'état-major (1820-1866) et les cartes ou photos aériennes de l'IGN pour la période actuelle (1950 à aujourd'hui).

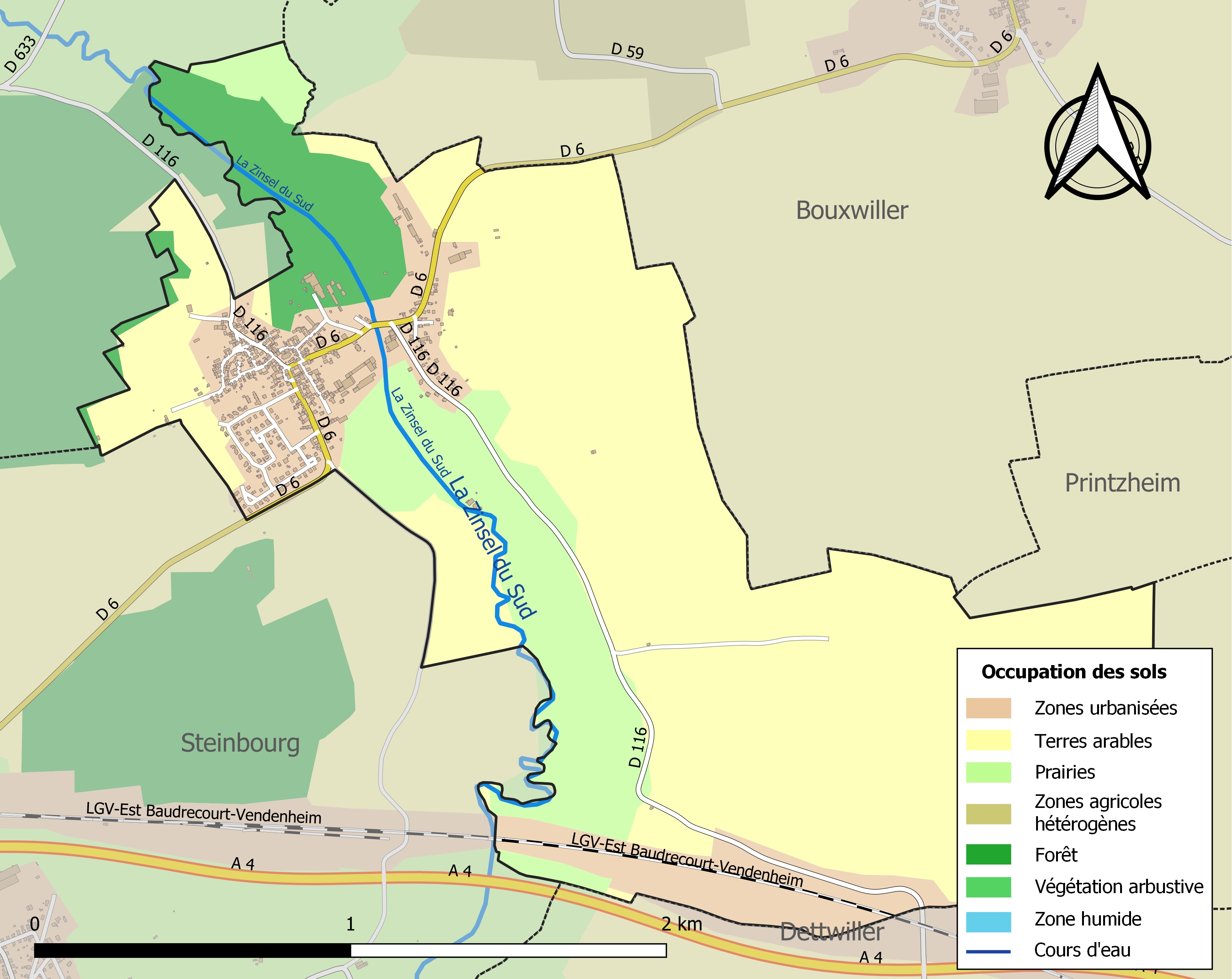
Carte des infrastructures et de l'occupation des sols de la commune en 2018 (CLC).

## Toponymie
L'étymologie du nom la plus plausible est celle du nom d'origine germanique Hatto associé au suffixe matt (le pré), qui localiserait le pré de Hatto. Cependant, une tradition orale [réf. nécessaire] indique le village natal des Hattmattois serait Wiesenau (aujourd'hui disparu) en bordure de Rosenwiller près de Dettwiller. Alors que la guerre des paysans fait rage, les maisons sont incendiées et la population décimée. Les quelques rescapés se demandent alors en dialecte WER HAT Hè MOT, ce qui signifie qui possède un pré (champ) d'où l'origine de HATT MOT (hattmatt), tandis qu'une autre explication[réf. nécessaire] estime que les deux villages existaient en même temps, Wiesenau étant un village indépendant de Hattmatt, un hameau à habitat épars qui disparut sans doute durant les invasions des Armagnacs (armengecken) au XVe siècle. Wiesenau n'est plus mentionné comme village après cette période, et n'existait donc plus lors de la guerre des paysans de 1525.
Selon Jacques Baquol dans "L'Alsace ancienne et moderne ou dictionnaire du Haut et du Bas-Rhin" de 1865, Hattmatt s'appelait "anciennement Hackmatt, du celt. aigh, colline". Il est également question de la ville d'Hackmatt, et non pas d'Hattmatt dans "Histoire politique et religieuse de Haguenau, Volume 1" de Victor Guerber de 1876. Enfin dans le roman "L'Ami Fritz" d'Erckmann-Chatrian de 1864, on fait mention d'Hackmatt lorsqu'un ami du protagoniste déclare : «Dans la plaine, à Hackmatt, à Mittelbronn, à Lixheim, c'est tout pays protestant, tous gens riches, bien établis, belles maisons, bons vins, bonne table, bon lit...».

## Histoire
Hattmatt obtint d'abord des Hanau-Lichtenberg le fermage du ban du village disparu, puis, lors d'un procès après la Révolution, elle obtint la propriété de ce ban (1793).
La Manufacture d'orgue alsacienne, créée par Gaston Kern, a fusionné avec la fabrique familiale d'Alfred et Daniel Kern, à Strasbourg-Cronenbourg.

## Politique et administration

### Liste des maires
| Période | Période                   | Identité                                    | Étiquette | Qualité |
| ------- | ------------------------- | ------------------------------------------- | --------- | ------- |
| 1963    | 1989                      | Charles Jund                                |           |         |
| 1989    | 2014                      | Jean-Charles Ernst                          | DVD       |         |
| 2014    | En cours (au 31 mai 2020) | Alain Sutter Réélu pour le mandat 2020-2026 |           |         |

## Population et société

### Démographie
L'évolution du nombre d'habitants est connue à travers les recensements de la population effectués dans la commune depuis 1793. Pour les communes de moins de 10 000 habitants, une enquête de recensement portant sur toute la population est réalisée tous les cinq ans, les populations de référence des années intermédiaires étant quant à elles estimées par interpolation ou extrapolation. Pour la commune, le premier recensement exhaustif entrant dans le cadre du nouveau dispositif a été réalisé en 2006.

En 2022, la commune comptait 627 habitants, en évolution de −7,93 % par rapport à 2016 (Bas-Rhin : +3,17 %, France hors Mayotte : +2,11 %).
| 1793 | 1800 | 1806 | 1821 | 1831 | 1836 | 1841 | 1846 | 1851 |
| ---- | ---- | ---- | ---- | ---- | ---- | ---- | ---- | ---- |
| 440  | 436  | 518  | 611  | 584  | 548  | 537  | 539  | 547  |

| 1856 | 1861 | 1866 | 1871 | 1875 | 1880 | 1885 | 1890 | 1895 |
| ---- | ---- | ---- | ---- | ---- | ---- | ---- | ---- | ---- |
| 499  | 534  | 541  | 538  | 691  | 562  | 572  | 561  | 596  |

| 1900 | 1905 | 1910 | 1921 | 1926 | 1931 | 1936 | 1946 | 1954 |
| ---- | ---- | ---- | ---- | ---- | ---- | ---- | ---- | ---- |
| 561  | 555  | 570  | 577  | 522  | 487  | 487  | 560  | 575  |

| 1962 | 1968 | 1975 | 1982 | 1990 | 1999 | 2006 | 2011 | 2016 |
| ---- | ---- | ---- | ---- | ---- | ---- | ---- | ---- | ---- |
| 577  | 615  | 622  | 621  | 591  | 681  | 632  | 685  | 681  |

| 2021 | 2022 | - | - | - | - | - | - | - |
| ---- | ---- | - | - | - | - | - | - | - |
| 652  | 627  | - | - | - | - | - | - | - |

### Sports
- Club de basket-ball évoluant en pré-national depuis 2022
- Club de badminton.
- Un tournoi de football en été, organisé par Été foot.

## Économie

### Usine
- Eberhard usinage : usinage de pièces métalliques d'après plans fournis. Petites, moyennes et grandes séries. Tournage, perçage, taraudage, fraisage de toutes sortes de matières : acier, inox, cuivre, PVC, etc.

## Culture locale et patrimoine

### Lieux et monuments
- L'église luthérienne actuelle date de 1787[22], elle est restaurée en 1852 par Louis Furst. Hattmatt est l'une des quelque 50 localités d'Alsace dotées d'une église simultanée[23].

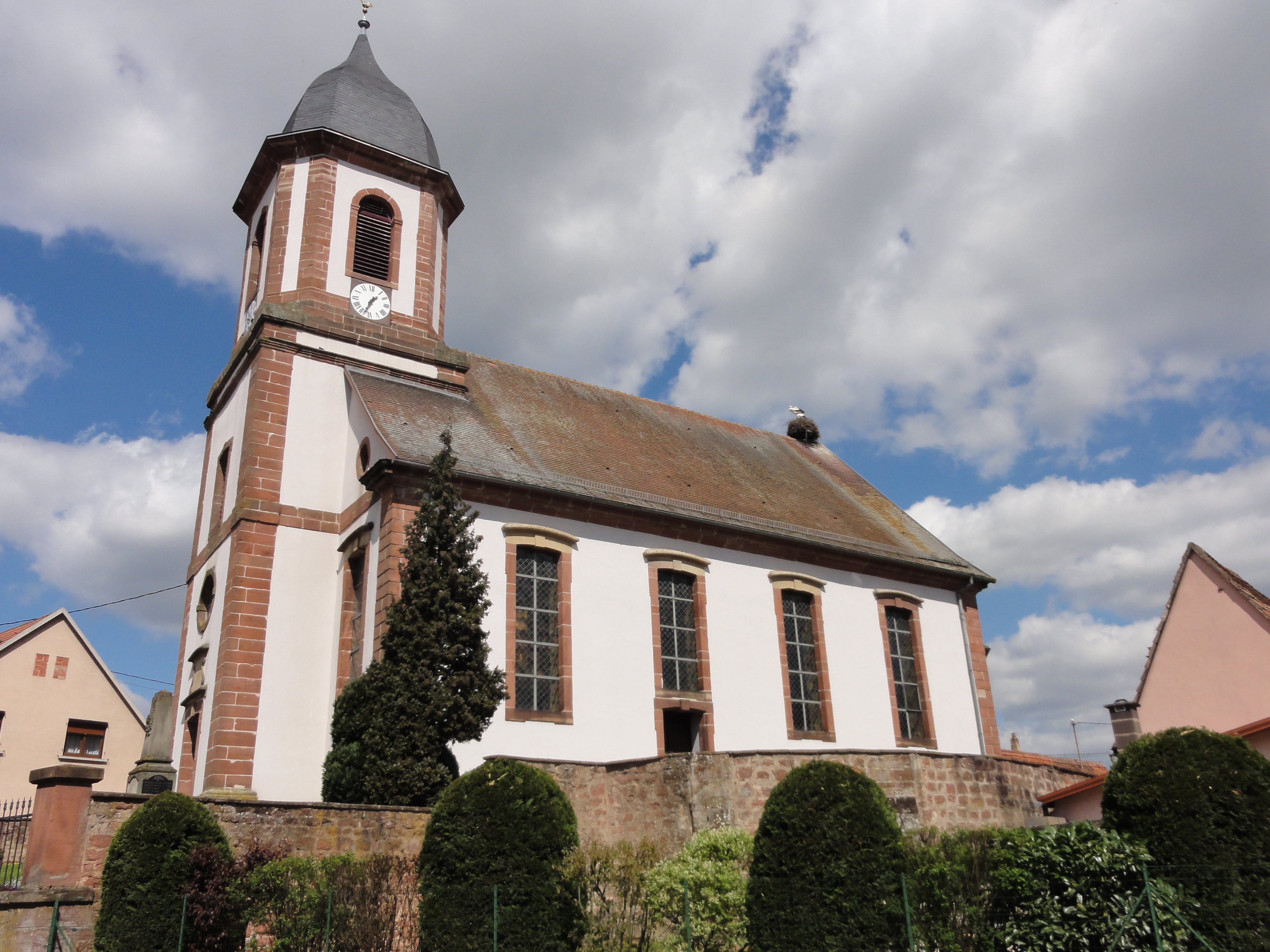
Église simultanée Saint-Laurent de Hattmatt.
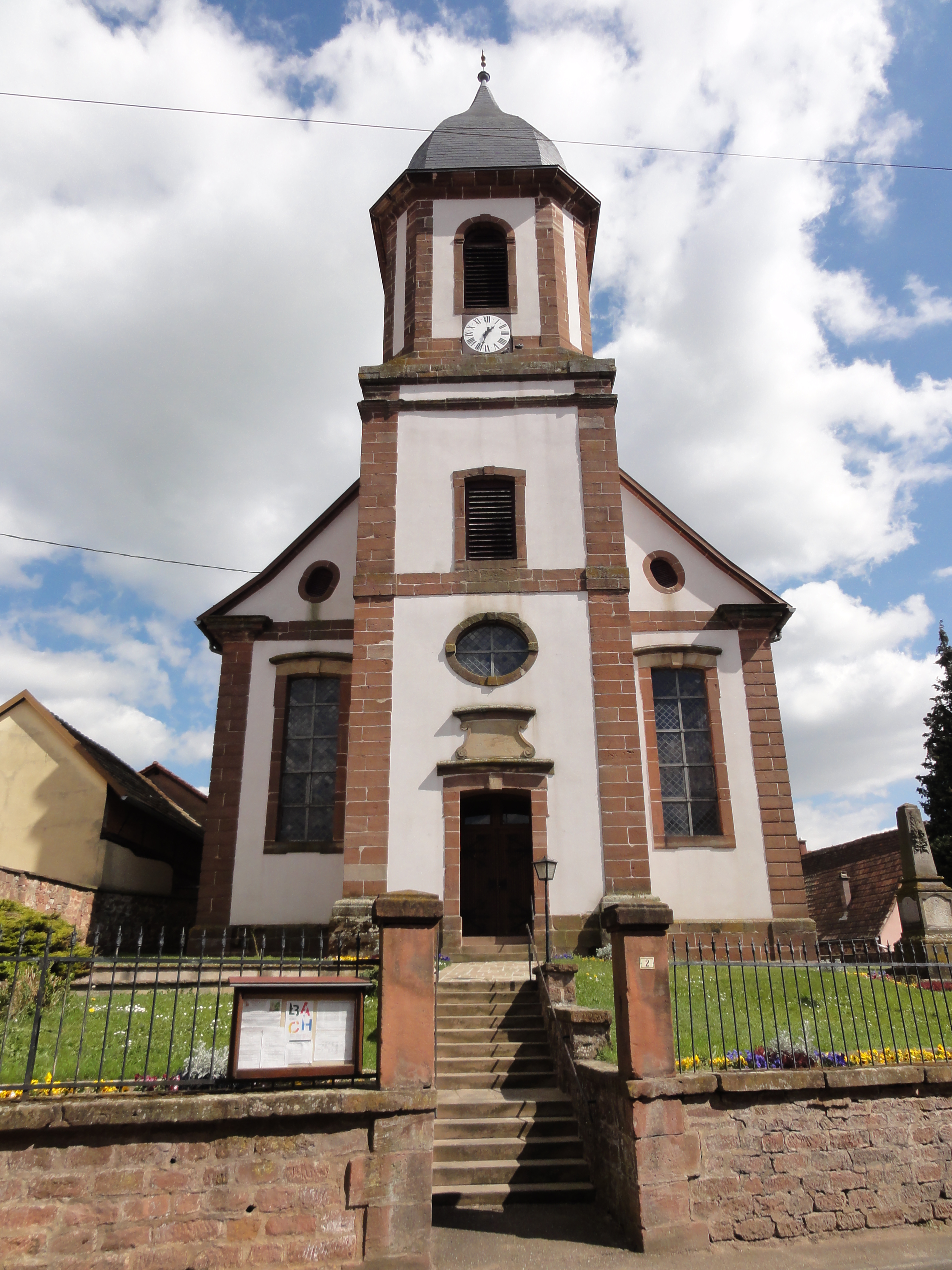
Église simultanée Saint-Laurent de Hattmatt.
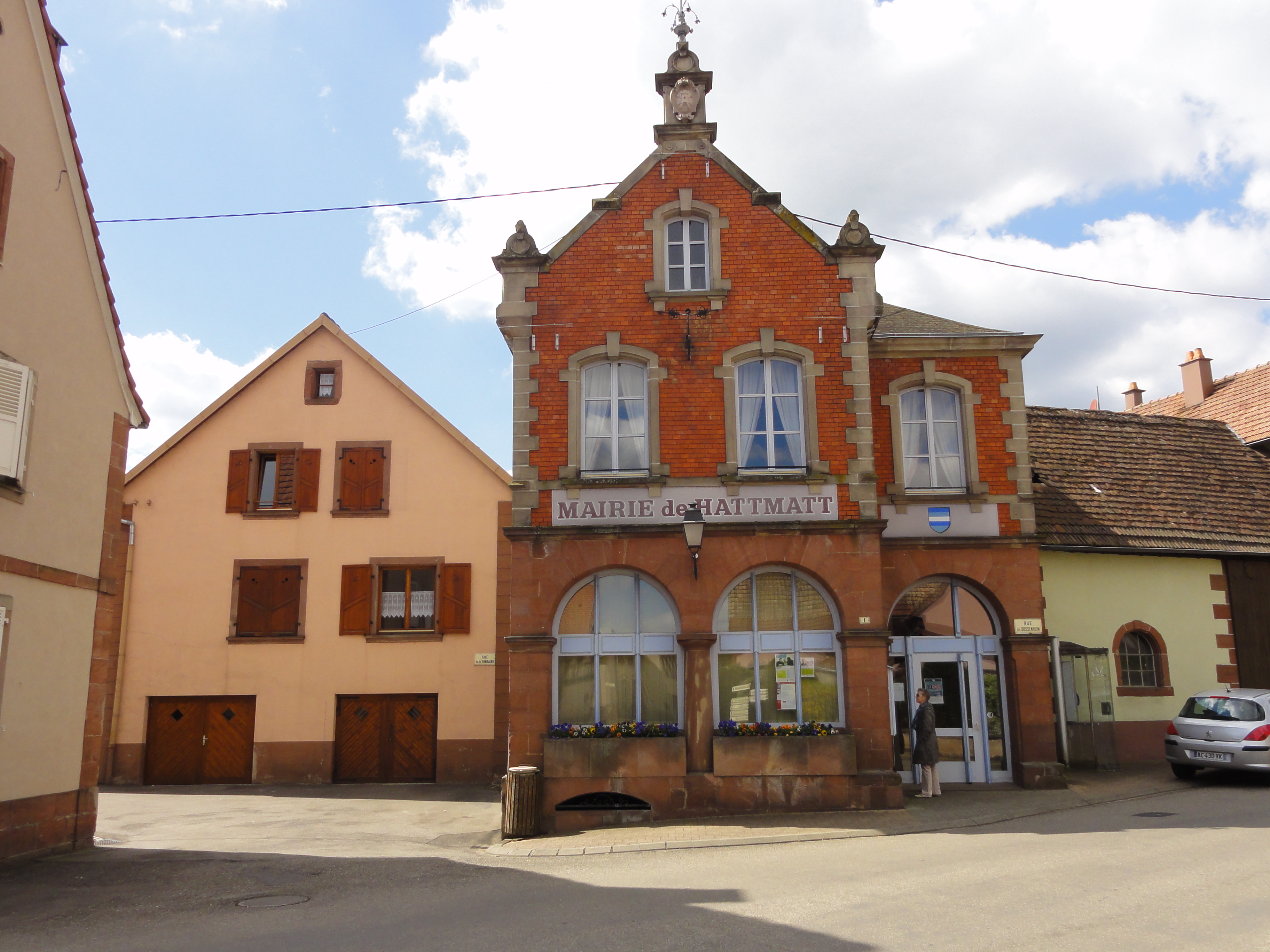
Mairie de Hattmatt.

### Personnalités liées à la commune
- Gaston Kern (de) (1939), facteur d'orgues alsacien.

### Héraldique
| Blason de Hattmatt | Blason  | Quinté en fasce de sable, d'azur, d'argent, de sable et d'azur. |
| Blason de Hattmatt | Détails |                                                                 |